# Hansheinz Schneeberger
Pour les articles homonymes, voir Schneeberger.
Hansheinz Schneeberger (né le 16 octobre 1926 à Berne et mort le 23 octobre 2019 à Bâle) est un violoniste suisse.

## Carrière
Hansheinz Schneeberger a commencé à jouer du violon à 6 ans et a étudié le violon au conservatoire et à l'École de musique de Berne avec Walter Kägi. Il se perfectionne avec Carl Flesch à Lucerne puis avec Boris Kamensky à Paris. Il a été premier violon de l'Orchestre symphonique de la NDR entre 1958 et 1961. En 1965, il joue au Festival de Prades avec Mieczysław Horszowski et Pablo Casals.
Il a reçu en 1995 le Prix Robert-Schumann de la ville de Zwickau.
Il a créé en 1952 le concerto pour violon de Frank Martin, en 1958 le premier concerto pour violon de Bartók à Bâle sous la direction de Paul Sacher et en 1970, Tempora de Klaus Huber.
Il joue sur un violon Stradivarius de 1731 qu'il a acquis en 1959 chez le luthier Pierre Gerber de Lausanne.